# Discovery Home & Health (Reino Unido e Irlanda)
Discovery Home & Health fue una cadena de televisión del Reino Unido. Fue lanzado como parte del paquete de canales de Discovery Channel, como Discovery Health, siguiéndole un formato similar al canal homónimo estadounidense. 
Cambió de nombre el 7 de mayo de 2005 a su actual nombre, y relanzado como un canal especializado para el público femenino. Esto coincidió con el relazamiento de Discovery Home & Leisure como Discovery Real Time, un canal orientado para el público masculino.
El 9 de diciembre de 2008 Discovery le cambió el nombre al canal a simplemente Home & Health.
El canal cerró sus emisiones el 6 de enero de 2021 y toda su programación fue exportada a la plataforma Discovery+, lo mismo que le pasó a su canal hermano llamado Discovery Shed.